# Nickelodeon (манга)
Nickelodeon (яп. ニッケルオデオン Никкэруодэон, «Никелодеон») — антология манги, написанная и проиллюстрированная Сэйманом Доманом. Публиковалась в журнале сэйнэн-манги Monthly Ikki издательства Shogakukan с сентября 2010 по август 2014 года и была издана в трёх томах-танкобонах.

## Выпуск
Nickelodeon, написанная и проиллюстрированная Сэйманом Доманом, представляет собой сборник-антологию из 39 коротких (8 страниц) разножанровых историй. Публиковалась в журнале сэйнэн-манги Monthly Ikki издательства Shogakukan с 25 сентября 2010 по 25 августа 2014 года. Издательством Shogakukan главы манги были скомпонованы в три тома-танкобона. Первый том издан 30 января 2012 года, третий и последний — 30 сентября 2014 года. Вместо нумерации каждому тому присвоено название цвета: первый том получил подзаголовок «красный» (яп. 赤 ака), второй том — «зелёный» (яп. 緑 мидори), а третий — «синий» (яп. 青 ао).
Название «никелодеон» отсылает к существовавшим в США в начале XX века небольшим дешёвым кинотеатрам, в которых демонстрировались немые короткометражные фильмы.

#### Список томов
| №  | Дата публикации     | ISBN                   |
| -- | ------------------- | ---------------------- |
| 01 | 30 января 2012 г.   | ISBN 978-4-0918-8564-7 |
| 02 | 20 февраля 2013 г.  | ISBN 978-4-0918-8616-3 |
| 03 | 30 сентября 2014 г. | ISBN 978-4-0918-8663-7 |

## Приём
В 2014 году манга стала одной из нескольких работ, рекомендованных членами жюри в рамках 18-го фестиваля Japan Media Arts Festival. В октябре этого же года Nickelodeon заняла девятое место в ежемесячном списке лучших работ в манге, рекомендованных сайтом Kono Manga ga Sugoi! для читателей-мужчин.